# Silvio Jurčić
Silvio Jurčić (* 23. Januar 1971) ist ein kroatischer Badmintonspieler. 

## Karriere
Silvio Jurčić gewann 1995 seinen ersten nationalen Titel in Kroatien. Sieben weitere Titelgewinne folgten bis 2000.

## Sportliche Erfolge
| Saison | Veranstaltung                   | Disziplin    | Platz | Name                              |
| ------ | ------------------------------- | ------------ | ----- | --------------------------------- |
| 1995   | Kroatien: Einzelmeisterschaften | Mixed        | 1     | Silvio Jurčić / Andrea Jurčić     |
| 1996   | Kroatien: Einzelmeisterschaften | Mixed        | 1     | Silvio Jurčić / Andrea Jurčić     |
| 1996   | Kroatien: Einzelmeisterschaften | Herrendoppel | 1     | Silvio Jurčić / Miroslav Sikavica |
| 1997   | Kroatien: Einzelmeisterschaften | Mixed        | 1     | Silvio Jurčić / Andrea Jurčić     |
| 1998   | Kroatien: Einzelmeisterschaften | Mixed        | 1     | Silvio Jurčić / Andrea Jurčić     |
| 1999   | Kroatien: Einzelmeisterschaften | Mixed        | 1     | Silvio Jurčić / Andrea Jurčić     |
| 1999   | Kroatien: Einzelmeisterschaften | Herreneinzel | 1     | Silvio Jurčić                     |
| 2000   | Kroatien: Einzelmeisterschaften | Mixed        | 1     | Silvio Jurčić / Andrea Jurčić     |